# Кайал, Берам
Бера́м Кайа́л (араб. بيرم كيال‎, ивр. בירם כיאל‎; 2 мая 1988, Джудейда-Макр, Израиль) — израильский футболист арабского происхождения, центральный полузащитник клуба «Бней Сахнин» и национальной сборной Израиля.

## Клубная карьера

### «Маккаби» Хайфа
Кайал является воспитанником израильского клуба «Маккаби» из города Хайфы. Первоначально Берам выступал на позиции нападающего, забил много голов за молодёжные команды «зелёных». Перед сезоном 2004/05 16-летний Кайал был досрочно переведён в юношеский состав «Маккаби» и по итогам футбольного года стал победителем турнира молодёжных команд израильской Премьер-лиги и обладателем Кубка Израиля для молодёжных команд. Специалисты и болельщики высоко оценили весомый вклад Берама в этот успех, удостоив его специальным призом — «Открытие сезона».
Дебют Кайала в первой команде «Маккаби» состоялся в конце сезона 2005/06 в поединке, в котором команда полузащитника победила одноклубников из Петах-Тиквы со счётом 2:1. До конца футбольного года Берам провёл ещё одну игру чемпионата Израиля. «Маккаби» стал в этом сезоне чемпионом страны третий раз подряд, а 17-летний Кайал завоевал свой первый титул в профессиональной карьере.
В следующем футбольном году полузащитник провёл за свой клуб четыре матча израильской Премьер-лиги и два поединка национального Кубка. В основном же он выступал за молодёжную команду «зелёных», в которой ещё в начале сезона был избран капитаном. По итогам года молодые хайфчане вновь выиграли чемпионат и Кубок страны
В сезоне 2007/08 Берам окончательно стал игроком первой команды «Маккаби», проведя в общей сложности за клуб в этом футбольном году 36 матчей, став чемпионом Израиля и победив в Toto Cup.
В 2007 году молодёжная команда «зелёных» приняла участие в турнире «Torneo di Viareggio», проходившем в Италии. Кайал стал одной из «звёзд» соревнования, а его действия на поле в матче против сверстников из «Фиорентины» удостоились самых лестных отзывов в местной прессе.

### «Селтик»
29 июля 2010 года Берам перебрался в Европу, подписав 4-летний контракт с шотландским «Селтиком».
19 августа Кайал дебютировал в первой команде «кельтов» в матче четвёртого квалификационного раунда Лиги Европы против нидерландского «Утрехта». Первый «блин» не вышел «комом» — на счету израильтянина в этом поединке голевая передача, после которой ворота соперника поразил мексиканский защитник «бело-зелёных» Эфраин Хуарес. За свою отличную игру по итогам встречи Берам был удостоен звания «Игрока матча». 11 февраля 2011 года Кайал впервые в своей карьере в Шотландии был признан «Футболистом месяца» по итогам января. 12 апреля полузащитник забил свой первый гол за «Селтик», поразив ворота «Сент-Джонстона». Мяч оказался единственным в этом поединке — «кельты» праздновали минимальную победу со счётом 1:0. 18 октября израильтянин продлил с «Селтиком» контракт до лета 2015 года.

### Клубная статистика
| Клуб                       | Сезон                      | Чемпионат | Чемпионат | Кубок | Кубок | Кубок Лиги | Кубок Лиги | Еврокубки | Еврокубки | Итого | Итого |
| Клуб                       | Сезон                      | Игры      | Голы      | Игры  | Голы  | Игры       | Голы       | Игры      | Голы      | Игры  | Голы  |
| -------------------------- | -------------------------- | --------- | --------- | ----- | ----- | ---------- | ---------- | --------- | --------- | ----- | ----- |
| Маккаби (Хайфа)            | 2005/06                    | 2         | 0         | —     | —     | —          | —          | —         | —         | 2     | 0     |
| Маккаби (Хайфа)            | 2006/07                    | 4         | 0         | 2     | 0     | —          | —          | —         | —         | 6     | 0     |
| Маккаби (Хайфа)            | 2007/08                    | 29        | 1         | 3     | 0     | 2          | 0          | 2         | 0         | 36    | 1     |
| Маккаби (Хайфа)            | 2008/09                    | 30        | 4         | 4     | 1     | 5          | 1          | —         | —         | 39    | 6     |
| Маккаби (Хайфа)            | 2009/10                    | 27        | 1         | 4     | 0     | 1          | 0          | 10        | 0         | 42    | 1     |
| Всего за «Маккаби» (Хайфа) | Всего за «Маккаби» (Хайфа) | 92        | 6         | 13    | 1     | 8          | 1          | 12        | 0         | 125   | 8     |
| Селтик                     | 2010/11                    | 21        | 2         | 5     | 0     | 2          | 0          | 2         | 0         | 30    | 2     |
| Селтик                     | 2011/12                    | 19        | 0         | —     | —     | 2          | 0          | 7         | 0         | 28    | 0     |
| Селтик                     | 2012/13                    | 24        | 0         | 4     | 0     | 1          | 0          | 8         | 0         | 37    | 0     |
| Всего за «Селтик»          | Всего за «Селтик»          | 64        | 2         | 9     | 0     | 5          | 0          | 17        | 0         | 95    | 2     |
| Всего за карьеру           | Всего за карьеру           | 156       | 8         | 22    | 1     | 13         | 1          | 29        | 0         | 220   | 10    |

(откорректировано по состоянию на 31 марта 2013)

## Сборная Израиля
С ранних лет Кайал защищал цвета различных молодёжных сборных Израиля.
Дебют Берама в первой национальной команде состоялся 6 сентября 2008 года — в этот день израильтяне в отборочном матче к чемпионату мира 2010 встречались со Швейцарией. 26 марта 2011 года полузащитник забил свой первый гол за сборную, поразив в отборочном поединке к чемпионату Европы 2012 года ворота Латвии. Этот мяч оказался победным — израильтяне победили со счётом 2:1.
На настоящий момент за «бело-голубых» Кайал сыграл 24 матча, забил один гол.

### Матчи и голы за сборную Израиля
| Матчи и голы Кайала за сборную Израиля | Матчи и голы Кайала за сборную Израиля | Матчи и голы Кайала за сборную Израиля     | Матчи и голы Кайала за сборную Израиля | Матчи и голы Кайала за сборную Израиля | Матчи и голы Кайала за сборную Израиля | Матчи и голы Кайала за сборную Израиля            |
| №                                      | Дата                                   | Место                                      | Оппонент                               | Счёт                                   | Голы Кайала                            | Соревнование                                      |
| -------------------------------------- | -------------------------------------- | ------------------------------------------ | -------------------------------------- | -------------------------------------- | -------------------------------------- | ------------------------------------------------- |
| 1                                      | 6 сентября 2008                        | «Рамат-Ган», Рамат-Ган, Израиль            | Швейцарии                              | 2:2                                    | —                                      | Отборочный матч чемпионата мира по футболу 2010   |
| 2                                      | 10 сентября 2008                       | «Зимбру», Кишинёв, Молдова                 | Молдова                                | 2:1                                    | —                                      | Отборочный матч чемпионата мира по футболу 2010   |
| 3                                      | 11 октября 2008                        | «Жози Бартель», Люксембург, Люксембург     | Люксембург                             | 3:1                                    | —                                      | Отборочный матч чемпионата мира по футболу 2010   |
| 4                                      | 15 октября 2008                        | «Сконто», Рига, Латвия                     | Латвия                                 | 1:1                                    | —                                      | Отборочный матч чемпионата мира по футболу 2010   |
| 5                                      | 19 ноября 2008                         | «Рамат-Ган», Рамат-Ган, Израиль            | Кот-д’Ивуар                            | 2:2                                    | —                                      | Товарищеский матч                                 |
| 6                                      | 11 февраля 2009                        | «Рамат-Ган», Рамат-Ган, Израиль            | Венгрия                                | 1:0                                    | —                                      | Товарищеский матч                                 |
| 7                                      | 28 марта 2009                          | «Рамат-Ган», Рамат-Ган, Израиль            | Греция                                 | 1:1                                    | —                                      | Отборочный матч чемпионата мира по футболу 2010   |
| 8                                      | 1 апреля 2009                          | «Панкритио», Ираклион, Греция              | Греция                                 | 1:2                                    | —                                      | Отборочный матч чемпионата мира по футболу 2010   |
| 9                                      | 12 августа 2009                        | «Уиндзор Парк», Белфаст, Северная Ирландия | Северная Ирландия                      | 1:1                                    | —                                      | Товарищеский матч                                 |
| 10                                     | 5 сентября 2009                        | «Рамат-Ган», Рамат-Ган, Израиль            | Латвия                                 | 0:1                                    | —                                      | Отборочный матч чемпионата мира по футболу 2010   |
| 11                                     | 9 сентября 2009                        | «Рамат-Ган», Рамат-Ган, Израиль            | Люксембург                             | 7:0                                    | —                                      | Отборочный матч чемпионата мира по футболу 2010   |
| 12                                     | 14 октября 2009                        | «Санкт-Якоб Парк», Базель, Швейцария       | Швейцария                              | 0:0                                    | —                                      | Отборочный матч чемпионата мира по футболу 2010   |
| 13                                     | 3 марта 2010                           | «Дан Пэлтинишану», Тимишоара, Румыния      | Румыния                                | 2:0                                    | —                                      | Товарищеский матч                                 |
| 14                                     | 2 сентября 2010                        | «Рамат-Ган», Рамат-Ган, Израиль            | Мальта                                 | 3:1                                    | —                                      | Отборочный матч чемпионата Европы по футболу 2012 |
| 15                                     | 7 сентября 2010                        | Стадион Бориса Пайчадзе, Тбилиси, Грузия   | Грузия                                 | 0:0                                    | —                                      | Отборочный матч чемпионата Европы по футболу 2012 |
| 16                                     | 9 февраля 2011                         | «Блумфилд», Тель-Авив, Израиль             | Сербия                                 | 0:2                                    | —                                      | Товарищеский матч                                 |
| 17                                     | 26 марта 2011                          | «Блумфилд», Тель-Авив, Израиль             | Латвия                                 | 2:1                                    | 1                                      | Отборочный матч чемпионата Европы по футболу 2012 |
| 18                                     | 26 марта 2011                          | «Блумфилд», Тель-Авив, Израиль             | Грузия                                 | 1:0                                    | —                                      | Отборочный матч чемпионата Европы по футболу 2012 |
| 19                                     | 10 августа 2011                        | «Стад де Женев», Женева, Швейцария         | Кот-д’Ивуар                            | 3:4                                    | —                                      | Товарищеский матч                                 |
| 20                                     | 2 сентября 2011                        | «Блумфилд», Тель-Авив, Израиль             | Греция                                 | 0:1                                    | —                                      | Отборочный матч чемпионата Европы по футболу 2012 |
| 21                                     | 6 сентября 2011                        | «Максимир», Загреб, Хорватия               | Хорватия                               | 1:3                                    | —                                      | Отборочный матч чемпионата Европы по футболу 2012 |
| 22                                     | 15 августа 2012                        | «Ференц Пушкаш», Будапешт, Венгрия         | Венгрия                                | 1:1                                    | —                                      | Товарищеский матч                                 |
| 23                                     | 14 ноября 2012                         | «Рамат-Ган», Рамат-Ган, Израиль            | Беларусь                               | 1:2                                    | —                                      | Товарищеский матч                                 |
| 24                                     | 22 марта 2013                          | «Рамат-Ган», Рамат-Ган, Израиль            | Португалия                             | 3:3                                    | —                                      | Отборочный матч чемпионата мира по футболу 2014   |

Итого: 24 матча / 1 гол; 8 побед, 9 ничей, 7 поражений.
(откорректировано по состоянию на 22 марта 2013)

### Сводная статистика игр/голов за сборную
| Сборная          | Год              | Отборочные матчи ЧМ | Отборочные матчи ЧМ | Финальные матчи ЧМ | Финальные матчи ЧМ | Отборочные матчи ЧЕ | Отборочные матчи ЧЕ | Финальные матчи ЧЕ | Финальные матчи ЧЕ | Товарищеские матчи | Товарищеские матчи | Итого | Итого |
| Сборная          | Год              | Игры                | Голы                | Игры               | Голы               | Игры                | Голы                | Игры               | Голы               | Игры               | Голы               | Игры  | Голы  |
| ---------------- | ---------------- | ------------------- | ------------------- | ------------------ | ------------------ | ------------------- | ------------------- | ------------------ | ------------------ | ------------------ | ------------------ | ----- | ----- |
| Израиль          | 2008             | 4                   | 0                   | —                  | —                  | —                   | —                   | —                  | —                  | 1                  | 0                  | 5     | 0     |
| Израиль          | 2009             | 5                   | 0                   | —                  | —                  | —                   | —                   | —                  | —                  | 2                  | 0                  | 7     | 0     |
| Израиль          | 2010             | —                   | —                   | —                  | —                  | 2                   | 0                   | —                  | —                  | 1                  | 0                  | 3     | 0     |
| Израиль          | 2011             | —                   | —                   | —                  | —                  | 4                   | 1                   | —                  | —                  | 2                  | 0                  | 6     | 1     |
| Израиль          | 2012             | —                   | —                   | —                  | —                  | —                   | —                   | —                  | —                  | 2                  | 0                  | 2     | 0     |
| Израиль          | 2013             | 1                   | 0                   | —                  | —                  | —                   | —                   | —                  | —                  | —                  | —                  | 1     | 0     |
| Всего за карьеру | Всего за карьеру | 10                  | 0                   | 0                  | 0                  | 6                   | 1                   | 0                  | 0                  | 8                  | 0                  | 24    | 1     |

(откорректировано по состоянию на 22 марта 2013)

## Достижения

### Командные достижения
«Маккаби» (Хайфа)
- Чемпион Израиля (2): 2005/06, 2008/09
- Обладатель Кубка Тото: 2007/08

«Селтик»
- Чемпион Шотландии (3): 2011/12, 2012/13, 2013/14
- Обладатель Кубка Шотландии (2): 2010/11, 2012/13
- Финалист Кубка шотландской лиги (2): 2010/11, 2011/12

Допрофессиональная карьера
- Победитель турнира юношеских команд израильской Премьер-лиги (2): 2004/05, 2006/07
- Обладатель Кубка Израиля для юношеских команд (2): 2004/05, 2006/07

### Личные достижения
- Приз «Открытие сезона» Турнира юношеских команд израильской Премьер-лиги: 2004/05
- Приз «Самый ценный игрок» Турнира юношеских команд израильской Премьер-лиги: 2006/07
- Игрок месяца шотландской Премьер-лиги: январь 2011